# Валдемар IV (Анхалт)
Валдемар IV (на немски: Waldemar IV von Anhalt-Dessau, † сл. 22 юли 1417) от род Аскани е от 1405 до 1413 г. княз на Анхалт-Цербст и от 1413 до 1417 г. княз на Анхалт-Десау.
Той е най-големият син на княз Зигисмунд I (1341 – 1405), княз на Анхалт-Десау, и Юта († сл. 1411), дъщеря на граф Гебхард фон Кверфурт.
Неговите братя са Георг I († 1474), княз на Анхалт-Цербст и Анхалт-Бернбург, Йохан (IV) († 1455), каноник в Мерзебург, Зигисмунд II († 22 май 1452), княз на Анхалт-Десау, Албрехт V († ок. 1469), княз на Анхалт-Десау, и Ернст († сл. 22 октомври 1405).
След смъртта на баща му през 1405 г. той го последва в управлението заедно с братята си Георг I, Зигисмунд II и Албрехт V.
Валдемар IV не е женен и няма деца. След смъртта му през 1417 г. е последван от брат му Георг I.